# Бреце
Бреце (алб. Brecë) је насељено место у општини Подујево, Косово и Метохија, Република Србија.

## Демографија
| Демографија | Демографија | Демографија |
| Година      | Становника  | Становника  |
| ----------- | ----------- | ----------- |
| 1948.       | 356         |             |
| 1953.       | 393         |             |
| 1961.       | 355         |             |
| 1971.       | 386         |             |
| 1981.       | 350         |             |
| 1991.       | 312         |             |